# Man About the House
Man About the House va ser una sitcom britànica, emesa per la cadena ITV entre 1973 i 1976, creada i escrita per Brian Cooke i Johnnie Mortimer, i produïda per Thames Television.

## Argument
La sitcom narra la història de Chrissy i Jo, dues joves companyes de pis en el 6 de Myddleton Terrace, en el districte londinenc d'Earls Court, que un dia troben a un estrany, Robin Tripp, dormit en el bany després d'una festa. Mogudes per la necessitat d'afrontar el pagament del lloguer del pis, Robin es trasllada a viure amb elles, encara que han de dir-li als llogaters (els senyors Roper), que Robin és gai perquè acceptin la seva presència a l'apartament.
Robin és estudiant de cuina, i encara que des d'un principi pretén seduir Chrissy, sense deixar per això de flirtejar amb Jo, les noies segueixen la seva pròpia vida sentimental i aviat es trava una forta amistat entre els tres. El conflictiu amic íntim de Robin, Larry, aviat es mudarà a la golfa del mateix edifici, causant amb això nous problemes i embolics.
La sèrie conclou amb les noces de Chrissy i Norman, el germà de Robin.

## Repartiment
- Richard O'Sullivan - Robin Tripp
- Paula Wilcox - Chrissy Plummer
- Sally Thomsett - Jo
- Brian Murphy - George Roper
- Yootha Joyce - Mildred Roper
- Doug Fisher - Larry Simmonds
- Roy Kinnear - Jerry (temporades 3-5)
- Norman Eshley - Norman Tripp (temporada 6)

## Continuacions i versions
La sèrie va comptar amb dues spin off: George and Mildred, centrat en la vida de George i Mildred, i Robin's Nest, que narra la vida del protagonista després de contreure matrimoni.
A més es va fer una versió als Estats Units, titulada Three's Company i que es va emetre entre 1977 i 1984.

## La sèrie a Espanya
La sèrie es va emetre per la primera cadena de Televisió Espanyola entre l'11 d'abril de 1978 i el 5 de gener de 1979, aconseguint uns excel·lents resultats d'acceptació. Richard O'Sullivan i Paula Wilcox van aconseguir sengles TP d'Or en la seva edició de 1978, en les categories respectivament de millor actor estranger i millor actriu estrangera.

## Episodis
En total es van emetre 39 episodis de 25 minuts, dividits en 6 temporades.
| Temporades  | Episodis | Emissió al Regne Unit |
| ----------- | -------- | --------------------- |
| Temporada 1 | 7        | 1973                  |
| Temporada 2 | 6        | 1974                  |
| Temporada 3 | 7        | 1974                  |
| Temporada 4 | 6        | 1975                  |
| Temporada 5 | 6        | 1975                  |
| Temporada 6 | 7        | 1976                  |